# Gunnar Nordström (Architekt)

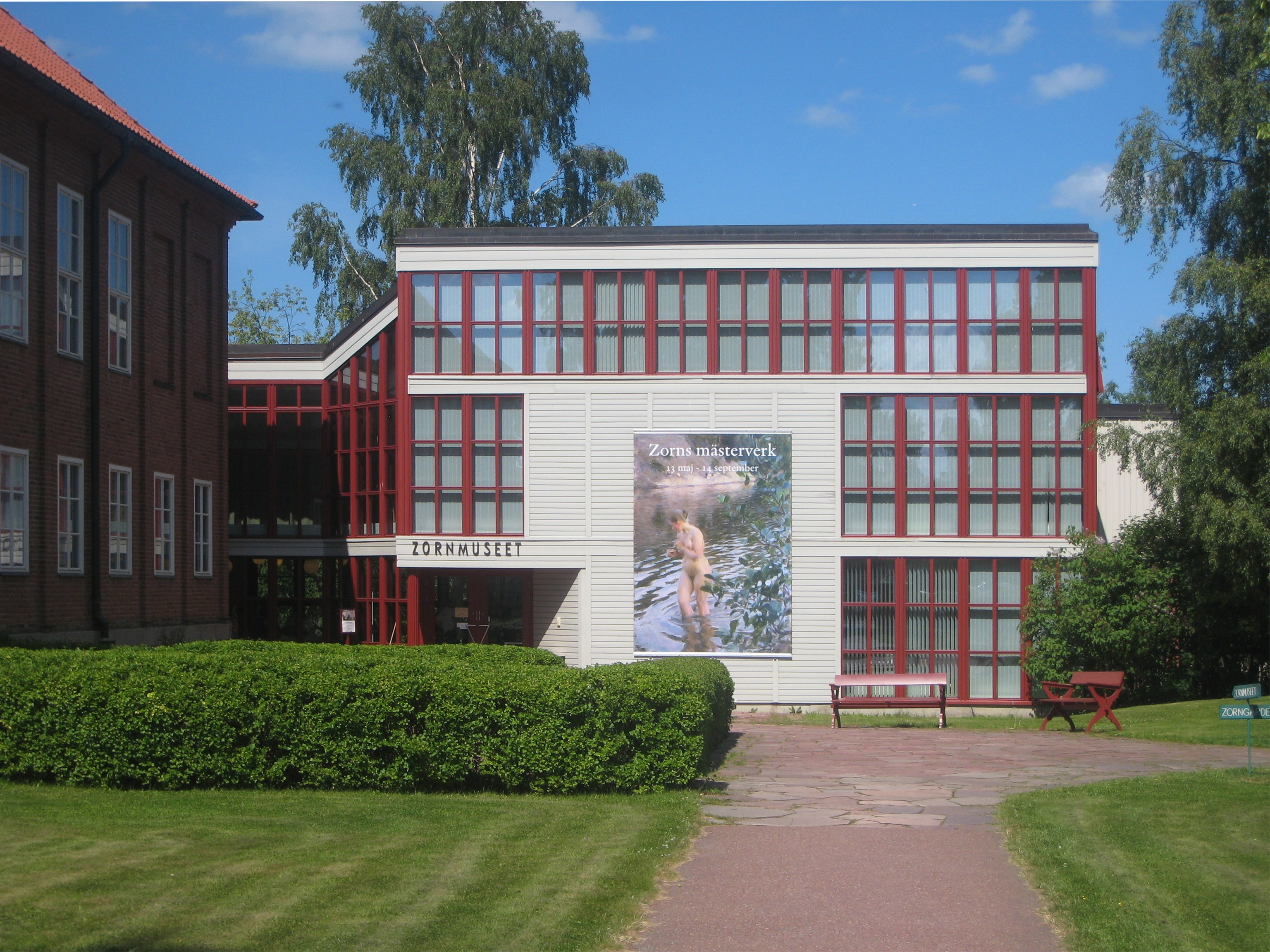
Anbau des Zornmuseet in Mora, Entwurf von Gunnar Nordström

Gunnar Nordström (geboren am 5. Februar 1929 in Sävast; gestorben am 8. Mai 2017 in Djursholm) war ein schwedischer Architekt und Unternehmer.

## Leben
Nordström kam als Sohn eines Baumeisters zur Welt und besuchte zunächst das technische Gymnasium (tekniskt gymnasium)  in Luleå. Anschließend studierte er Architektur an der Königlichen Technischen Hochschule und setzte sein Studium an der Königlichen Kunsthochschule Stockholm fort. Zu seinen Architekturentwürfen gehört der Erweiterungsbau des Zornmuseet in Mora. 1958 gründete Nordström zusammen mit den Architekten Bertil Falck, Carl Erik Fogelvik und Erik Smas das Unternehmen FFNS, Schwedens erstes Architektenbüro in Form einer Aktiengesellschaft. Nordström wurde der erste Geschäftsführer der AG. Nach Zukäufen von anderen Unternehmen entstand daraus 1997 unter seiner Leitung das börsennotierte Unternehmen Sweco. Darüber hinaus war er langjähriges Vorstandsmitglied der Arbeitgeberverbände Almega und Svenska Arbetsgivareföreningen. Nordström war mit Solveig Thunström verheiratet. Aus der Ehe stammen drei Kinder.